# Матвей Краковский
Матвей Краковский (Mateusz z Krakowa; умер в 1410), прозванный Краковчиком — богослов XV века.
Магистр богословия, был профессором в Париже, в 1402 году германским послом к Тамерлану, затем канцлером и ректором академии в Праге. Назначенный епископом вормсским, Краковский получил от папы Григория XII звание кардинала, от которого Матвей отказался. Его сочинения: «Mathei de Cracovia de arte moriendi liber» (Кёльн и Гарлем, 1440; Краков, 1533); «Utrum ducat sacerdotes continuare Missas» (Мемминг, 1401).